# بذرالبنج تار عنکبوتی
بذرالبنج تار عنکبوتی، (نام علمی: Hyoscyamus arachnoideus) نام یک گونه از سرده بذرالبنج است.